# Квадрупль
Квадрупль (от итал. quadruple — четверной) — принятое в международной торговле название испанской золотой монеты, эквивалентной по весу и стоимости 4 дублонам (8 эскудо). В самой Испании эти монеты назывались «онса де оро» (исп. onza de oro — золотая унция) или «песо дуро де оро» (исп. peso duro de oro — тяжелый золотой песо). Квадрупли чеканилась в курсовая монета Испании, Португалии и испанских колониях из золота высокой пробы.
Название монеты происходит от латинского слова quatro, означающего «четыре», и может использоваться для любого учетверенного номинала. Так, в России квадруплями называли, например, платиновые монеты в 12 рублей (минимальный номинал российских платиновых монет — 3 рубля).

## История чеканки

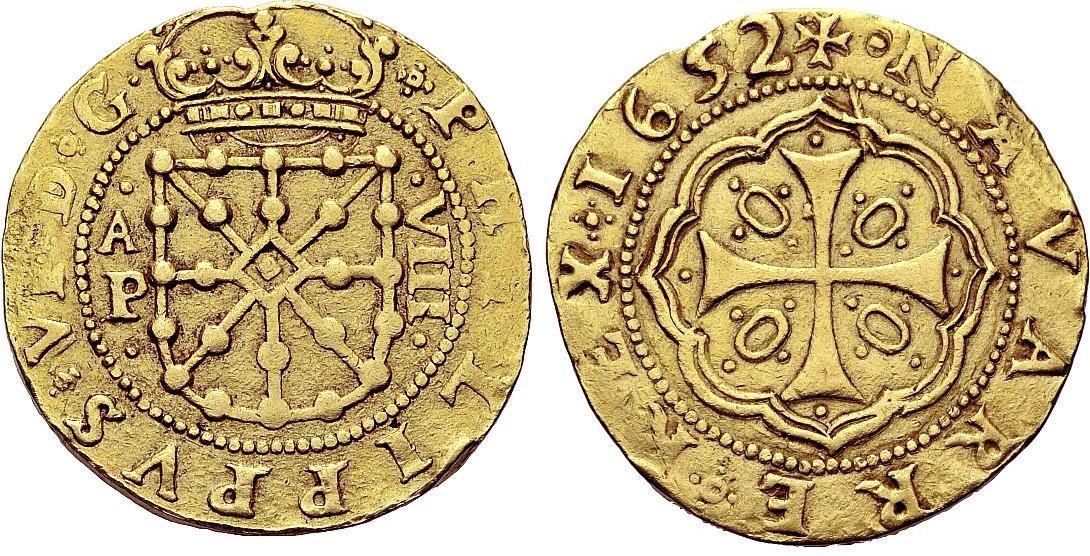
Квадрупль Филиппа Наваррского

### Первые квадрупли
Первые квадрупли были отчеканены для покрытия расходов Тунисской экспедиции. После захвата Испанией обширных колоний в Новом Свете, добытое на рудниках золото стало использоваться в чеканке золотой монеты. Зачастую. монеты были грубо вырублены, и имели форму далекую от круга. На монетах изображался геральдический щит и крест, оформление было сходно с серебряными номиналами.

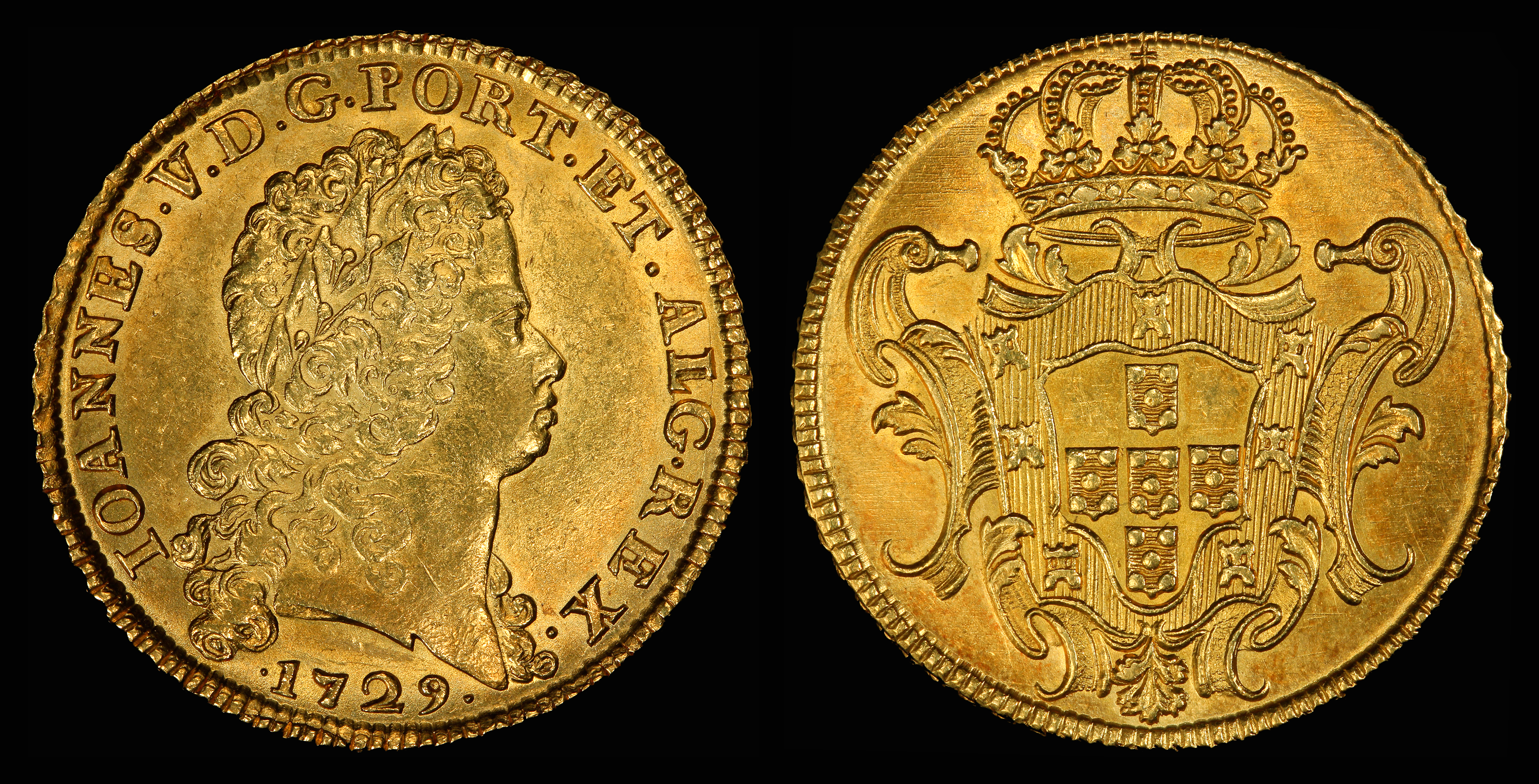
Квадрупль Португалии, 1729

### Квадрупль Португалии
До и во время Испанского владычества основной золотой монетой Португалии был крузадо. Позднее начали чеканиться эскудо и квадрупли (добра по португальски). На аверсе изображался портрет монарха в окружении титула, на реверсе — герб Португалии. Монеты были чуть тяжелее испанских (28.8 грамма) при постоянной пробе.

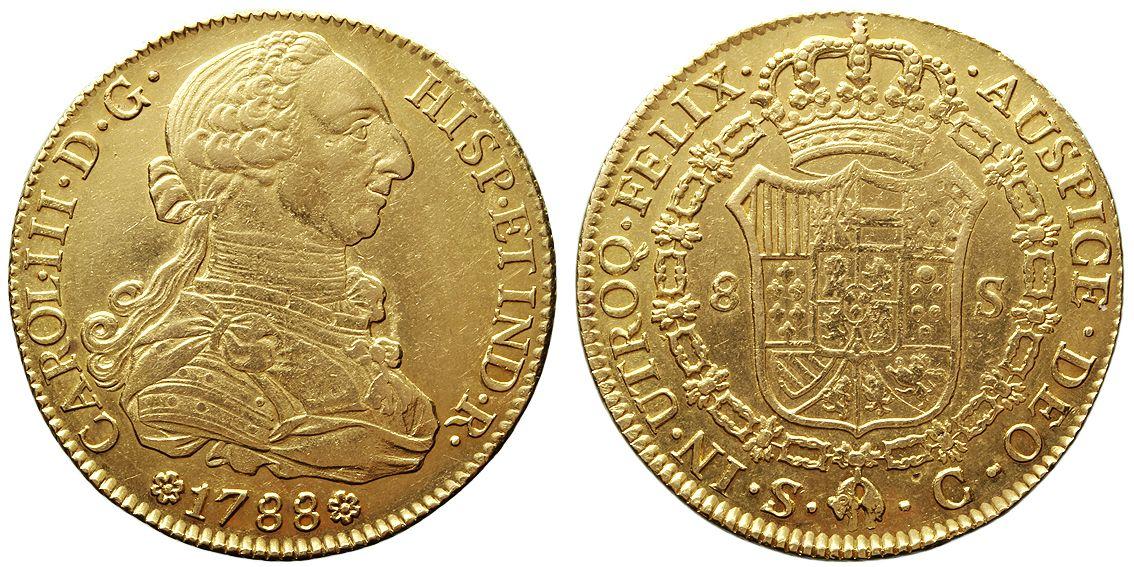
Испанский квадрупль 1788 года, чеканка Севильи

### Квадрупль Карла III
В правление Карла III, денежная система Испании и колоний, истощенная кризисом начала возрождаться. Монетные дворы Мадрида, Севильи, Мехико, Потоси чеканили золотые монеты, номинированные в эскудо по новому образцу. Форма монет, в отличие от более ранних образцов, поддерживалась круглой, проводилось гурчение. Внешний вид квадруплей эпохи Карла III был почти неотличим от других золотых монет, менялся только номинал.
На аверсе монеты располагался портрет и титул монарха, внизу год. На реверсе — герб Испанской Империи с номиналом, в окружении ордена Золотого Руна и девиза. Нормативная масса: 27.07 грамма золота 917 пробы (22 карата).

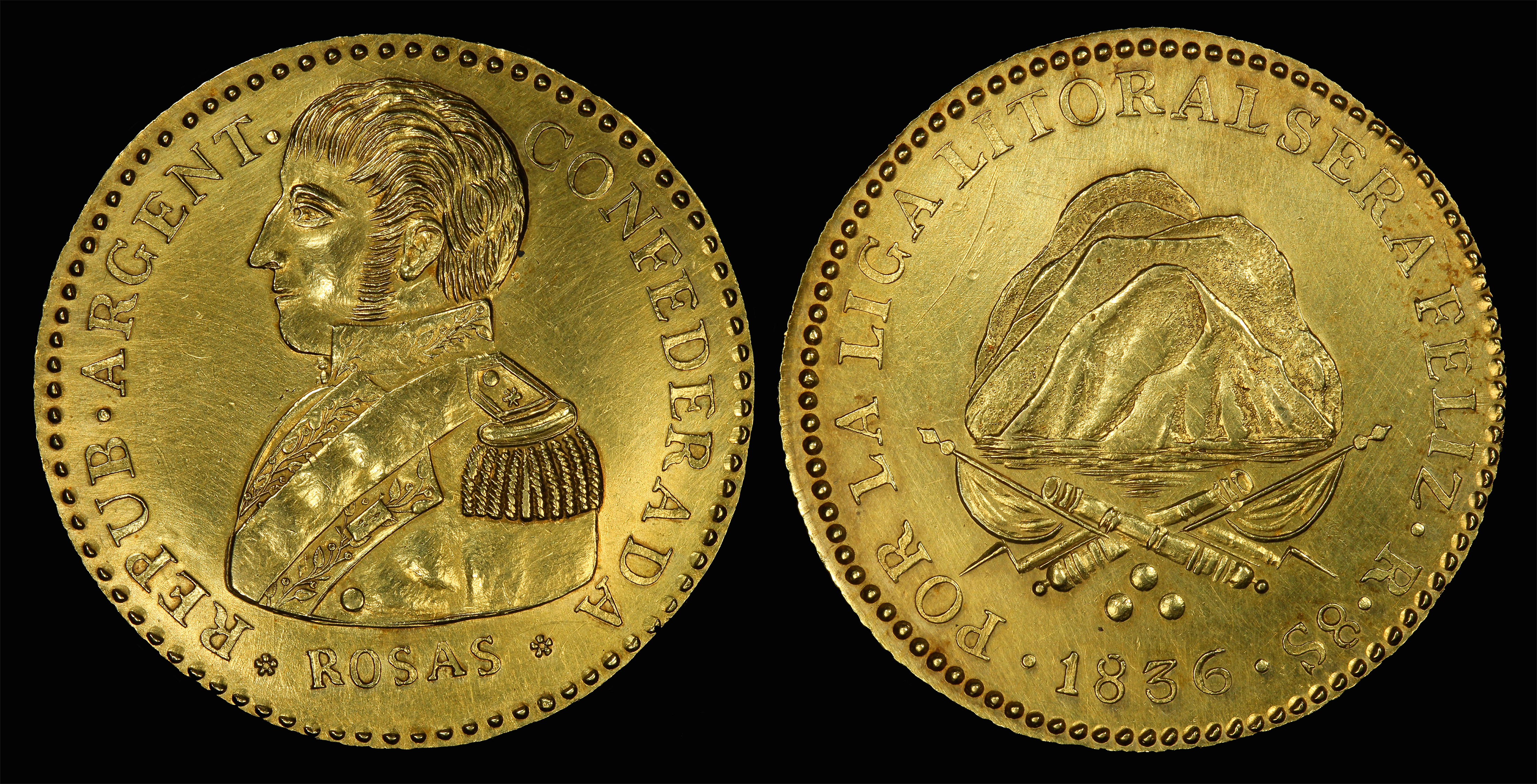
Квадрупль Аргентины, 1836

### Квадрупли испанских колоний
Квадрупли чеканились на монетных дворах испанских колоний из добытого там золота. После получения независимости монеты аналогичные квадруплям выпускали Гватемала, Аргентина, Колумбия, Мексика, Боливия и Чили. Ни проба, ни масса монет не изменялись, хотя дизайн утратил все указания на имперскую чеканку. Квадрупли долгое время были крупнейшей золотой монетой Южной Америки.